# Carlos Güell de Sentmenat
Carlos Güell de Sentmenat (Barcelona, 1930 – ibídem, 22 de diciembre de 2012) fue un político y empresario español, bisnieto de Eusebio Güell.

## Biografía
Licenciado en Ingeniería Química por el Instituto Químico de Sarrià y PADE por el IESE, trabajó como consejero-delegado de la Compañía Asland. En 1958 fue uno de los fundadores del Círculo de Economía, que presidió de 1965 a 1969. También presidió el Círculo Ecuestre y promovió el Comité Español de la Liga Europea de Cooperación Económica.
En 1976 fue uno de los fundadores y presidente del partido Centre Català, que se presentó a las elecciones generales de 1977 como candidato de la coalición Unión del Centro y la Democracia Cristiana de Cataluña, que formaban su partido y Unión Democrática de Cataluña, por la cual fue elegido diputado, por la provincia de Barcelona.
Cuando el partido se deshizo en 1978, impulsó la creación de la Unión de Centro de Cataluña, de la cual fue presidente, y con la cual fue elegido concejal del ayuntamiento de Barcelona en las elecciones municipales de 1979. Con su grupo formó parte de la coalición Centristas de Cataluña hasta que se disolvió el 1982.
También fue presidente de la Junta de Obras y del Puerto Autónomo de Barcelona de 1979 a 1985. En 1994 la Generalidad de Cataluña le otorgó el Premio Cruz de San Jorge y en 2007 recibió la Medalla de Honor de Barcelona.
Falleció en Barcelona el 22 de diciembre de 2012.